# Месье Рипуа
«Месье Рипуа» (фр. Monsieur Ripois) — чёрно-белый французский фильм 1954 года режиссёра Рене Клемана, снятый по роману Луи Эмона «Месье Рипуа и Немезида». 

## Сюжет
Андре Рипуа — француз, работающий в Лондоне, имеет репутацию Дон Жуана. Катрин, супруга Андре, устала от его действий и отправляется в Эдинбург с целью подать на развод. Между тем Андре пытается соблазнить её подругу Патрицию: в своих уловках он доходит до того, что пытается инсценировать самоубийство. Однако эта инсценировка приводит его к инвалидному креслу. В результате он стал «пленником» своей жены. А она в свою очередь думает, что самоубийство он попытался совершить из-за нежелания расставаться с ней, и отказывается от развода. 

## В ролях
| Актёр             | Роль         |
| ----------------- | ------------ |
| Жерар Филип       | Андре Рипуа  |
| Валери Хобсон     | Катрин Рипуа |
| Наташа Пэрри      | Патриция     |
| Джоан Гринвуд     | Нора         |
| Маргарет Джонстон | Энн          |